# نادي باتشوكا
نادي باتشوكا لكرة القدم (بالإسبانية: Club de Fútbol Pachuca) هو نادي كرة قدم مكسيكي تأسس عام 1892 على الرغم من أن باتشوكا هو النادي الأقدم في المكسيك، فإنه سجل ظهورا نادرا في الدوري الممتاز منذ إنشائه عام 1901 وحتى منتصف التسعينات حينما بدأ يثبت أقدامه في المسابقة.
من أبرز لاعبيه: ألبرتو رودريجيز - داميان ألفارز - هرنان ميدفورد - ميغيل كاليرو (حارس مرمى) – خوليو مانزور (مدافع) – خوان كارلوس كاشو (مهاجم)

## ألقابه
بطولة الكونكاكاف للكرة القدم سنوات :
- 2002
- 2007
- 2008
- 2010
- 2017
- 2024

كوبا سود أمريكانا سنة :
- 2006

بطولة السوبر ليغا سنة :
- 2007

الدوي المكسيكي لكرة القدم سنوات :
- 1999
- 2001
- 2003
- 2006
- 2007
- 2016
- 2022

فيفا ديربي الأمريكتين :
- 2024

فيفا كأس التحدي :
- 2024